# 눈표범상
눈표범상(러시아어: Снежный барс 스네즈니 바르스[*])은 소련에서 수여한 등산 분야의 상이다. 소련에 위치한 높이 7,000m 이상의 봉우리 5개를 모두 등정한 산악인들에게 수여되었다.
1961년에 제정되었으며 소련이 해체된 이후에는 독립국가연합 소속 국가에서 수여하고 있다. 1961년부터 2010년까지 산악인 567명(여자 산악인 29명 포함)이 수상했다.

## 수여 대상
- 파미르고원
  - 이스모일소모니봉 (옛 이름 콤무니즘봉, 높이 7,495m)
  - 레닌봉 (이븐시나봉, 높이 7,134m)
  - 코르제넵스카야봉 (높이 7,105m)

- 톈산산맥
  - 포베다산 (높이 7,439m)
  - 한텡그리봉 (높이 7,010m)